# Rhynchotropis
Genre
Rhynchotropis est un genre de plantes à fleurs dicotylédones de la famille des Fabaceae, sous-famille des Faboideae, originaire d'Afrique, qui compte deux espèces acceptées.

## Liste d'espèces
Selon The Plant List (2 octobre 2018) :
- Rhynchotropis marginata (N.E.Br.) J.B.Gillett
- Rhynchotropis poggei (Taub.) Harms